# Olathe (Kansas)
Olathe es una ciudad ubicada en el condado de Johnson en el estado estadounidense de Kansas. En el año 2010 tenía una población de 125,872 habitantes y una densidad poblacional de 892,08 personas por km².

## Geografía
Olathe se encuentra ubicada en las coordenadas 38°52′51″N 94°48′11″O / 38.88083, -94.80306.

## Demografía
Según la Oficina del Censo en 2000 los ingresos medios por hogar en la localidad eran de $61,111 y los ingresos medios por familia eran $68,498. Los hombres tenían unos ingresos medios de $45,699 frente a los $30,217 para las mujeres. La renta per cápita para la localidad era de $24,498. Alrededor del 4.1% de la población estaban por debajo del umbral de pobreza.

## Educación
El Distrito Escolar de Olathe gestiona escuelas públicas.

## Cultura Popular
- La ciudad apareció en el sexto episodio de la tercera temporada de Queer Eye donde los cinco protagonistas intentarán cambiarle la vida a Rob, un hombre residente de la ciudad que recientemente ha enviudado y debe hacerse cargo de sus hijos.